# Farallones de Cali
Los farallones de Cali son unas formaciones rocosas de 4100 m s. n. m. en la cordillera occidental de Colombia. En los bosques circundantes nacen varios ríos que, además de suministrar agua, sirven para generar electricidad en la ciudad de Cali y otras poblaciones del Valle del Cauca.
En la región se encuentra el parque nacional natural Farallones de Cali que se extiende por 206.503,8 ha, ocupando parte de los municipios de Cali, Jamundí, Dagua y Buenaventura, en el departamento del Valle del Cauca. La temperatura va desde los 25 °C en el piedemonte tropical hasta 5 °C en los páramos.
Actualmente en la zona habita un grupo de indígenas Cholos del grupo Chocó (Emberás), que ocupa las partes bajas de los ríos que desembocan en el Pacífico.

## Geología

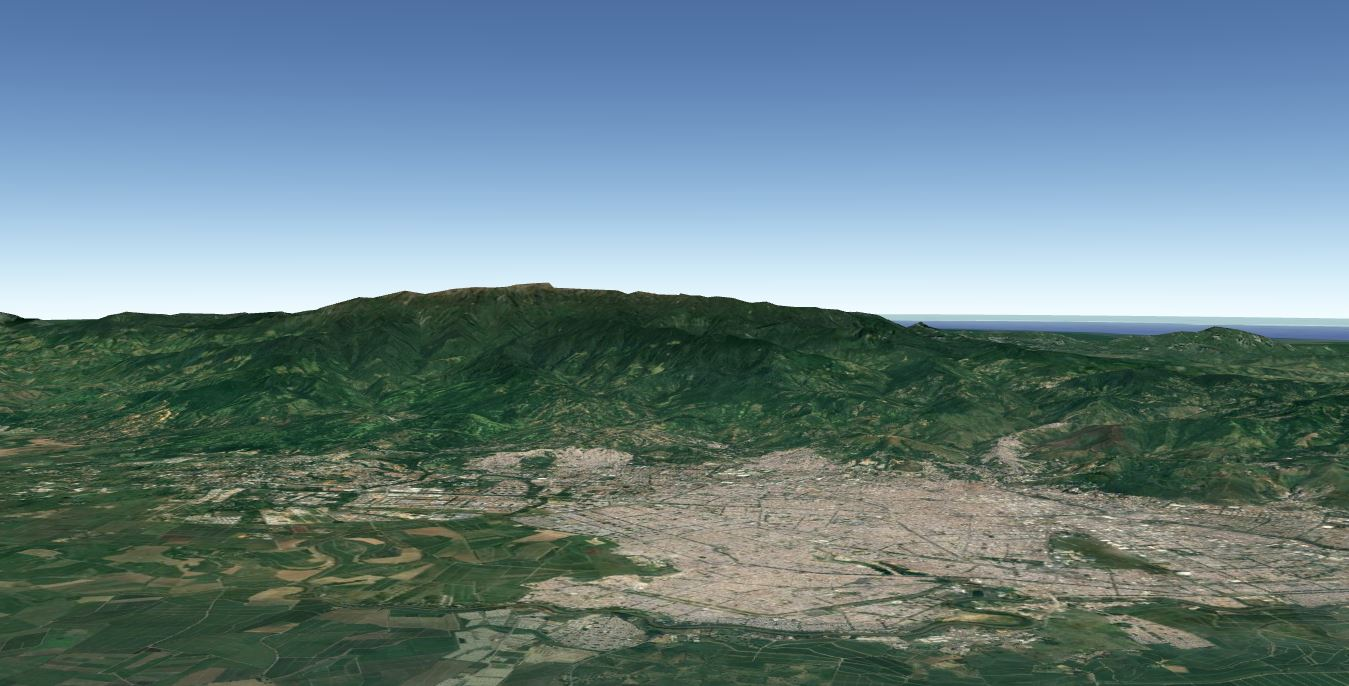
Farallones de Cali y el Valle del Cauca vistos desde el Oriente.

Las rocas que conforman toda la Cordillera Occidental colombiana se encontraban en el lecho marino aproximadamente 200 millones de años. Estas rocas estaban conformadas por sedimentos que venían desde los ríos de la antigua costa de América del Sur y de los volcanes submarinos existentes. Debido al plegamiento de las placas tectónicas Suramericana y de Nazca se originó un fuerte vulcanismo que levantó dichas rocas desde el fondo marino hasta el lugar que se encuentran hoy.

## Zonas ecológicas
Debido a la altura de los farallones y la cercanía del Océano Pacífico, que condiciona en gran parte el clima del occidente colombiano, se pueden encontrar diversos ecosistemas como la selva húmeda, bosque tropical, bosque de niebla y páramo. Estos páramos son distintos a los otros Páramos de los Andes, debido a que esta zona ha estado geológicamente aislada de las demás.

## Vida silvestre

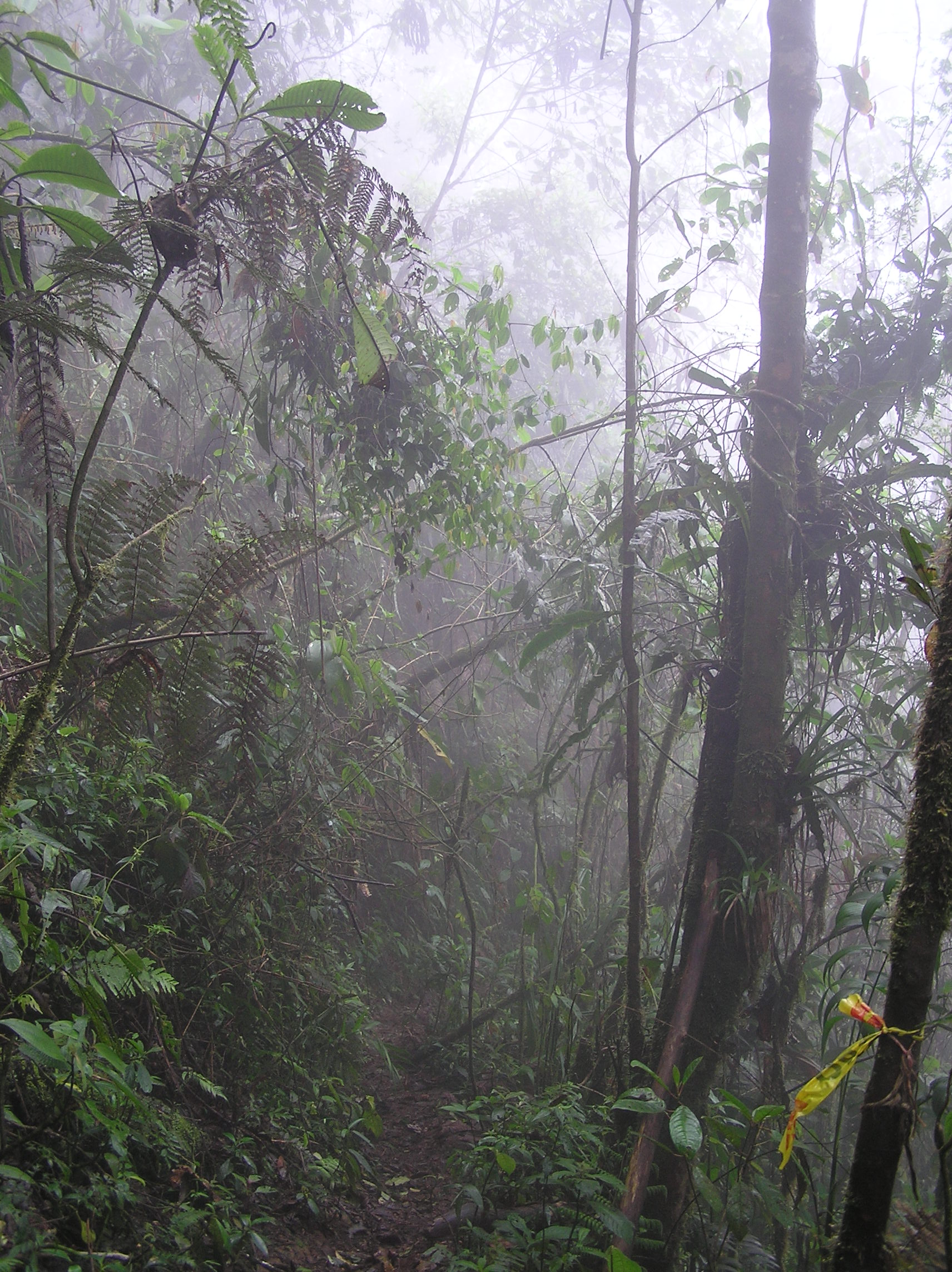
Selva húmeda en los Farallones de Cali en Cordillera Occidental.

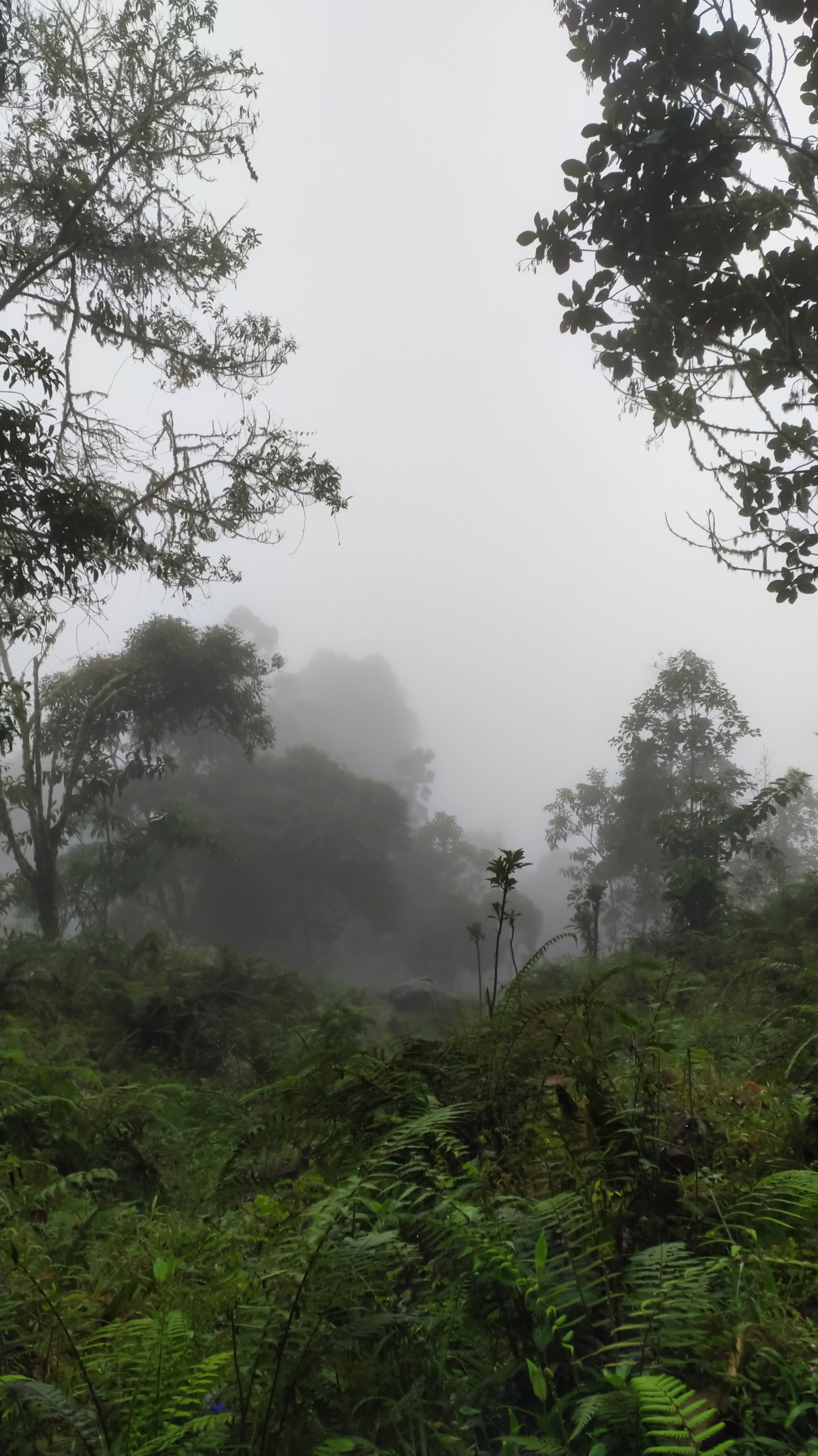
Parque Nacional Natural Farrallones de Cali, Sendero Peñas Blancas "Camino al Cielo" 2850

### Fauna
En sus diferentes regiones se encuentran varias especies de mamíferos entre los que se destacan los osos de anteojos y hormigueros, ardillas, zorros, pumas, marsupiales y murciélagos. 
- Se cuentan cinco especies de primates:

- Mico manicero
- Mono colorado.
- Chongo.
- Marteja o mico de noche.
- Marimonda.

- Los conocedores de la zona estiman que deben haber unas 600 especies de aves, entre ellas:

- Barranquero.
- Águila solitaria.
- Gallito de roca.
- Vencejo cuelliblanco.
- Tráupida.
- Paloma.
- Loro real.

- Insectos

- La Mariposas silvestre
- Saltamontes comunes
- Mantis religiosa
- Arañas (comunes)

- Anfibios

- Víboras y culebras
- Sapos y ranas

### Vegetación
En la pendiente occidental, entre los 200 y los 1.000 m s. n. m., se encuentra la selva húmeda con árboles de hasta de 40 m de altura. Debajo de estos árboles crecen hierbas de gran porte, lianas y bejucos leñosos, y plantas epífitas. Algunas especies características son cargadera, guabo dormilón, cacao silvestre y el sirpo. Entre las palmas de este bosque se destacan el taparín, barrigona o pambil y cumbi. 
En el piso térmico templado, entre los 1.000 y los 2.000 m s. n. m., los bosques son similares a los de piso cálido. Las especies arbóreas más representativas son: roble, sapote de monte, media cara, encenillo, azuceno, yarumo blanco, carbón y balso. 
El bioma de piso térmico frío, entre 2.400 y 3.600 m s. n. m., posee un estrato de plantas epífitas abundante. Por encima de los 3.600 m s. n. m. se inicia el páramo que, en este caso, resulta muy característico por la ausencia de frailejones. Entre los endemismos propios de los Farallones figura una violeta silvestre.

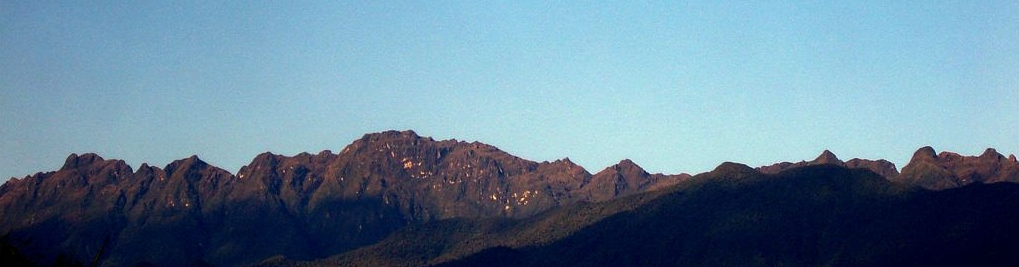
Panorámica de los Farallones de Cali.

## Sitios de interés

### El Topacio

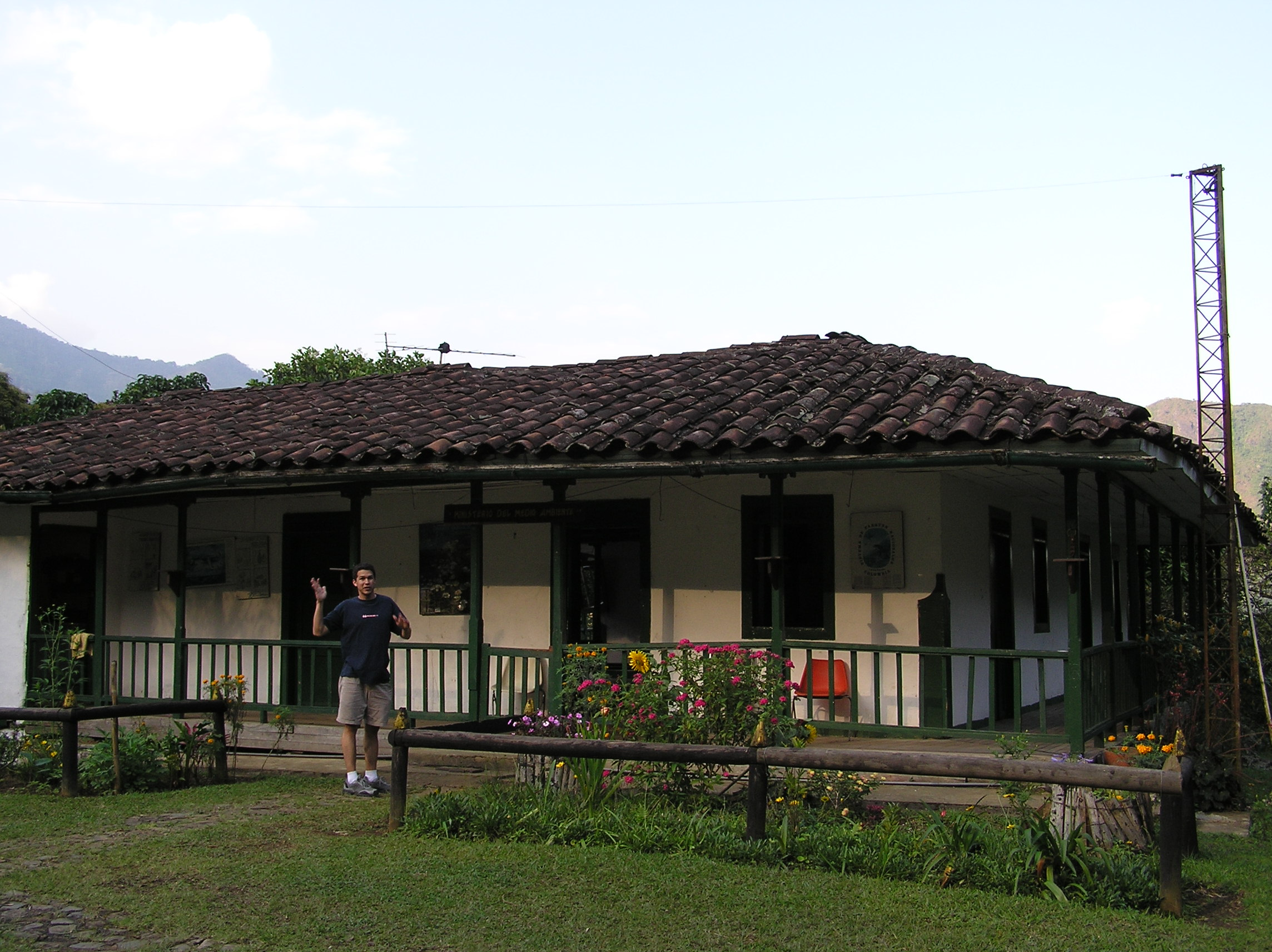
Casa Guardabosques - El Topacio.

Centro de Educación Ambiental muy cercano al pueblo Pance. Para ingresar se necesita de un permiso de la Corporación Autónoma Regional del Valle del Cauca - CVC. La zona de parqueo es muy limitada. Cuenta con los servicios básicos, incluyendo una radio estación en la casa del guardabosques. Desde el Topacio se pueden visitar dos cascadas.